# Tipula mariposa
Tipula mariposa är en tvåvingeart som beskrevs av Alexander 1946. Tipula mariposa ingår i släktet Tipula och familjen storharkrankar. Inga underarter finns listade i Catalogue of Life.